# Receptor X hepático beta
El receptor X hepático beta, también denominado LXR-β o NR1H2 (de sus siglas en inglés "Nuclear receptor subfamily 1, group H, member 2"), es uno de los miembros de la familia de factores de transcripción de receptores nucleares, codificado en humanos por el gen HGNC NR1H2 .
Los receptores LX (LXRs) fueron identificados originalmente como miembros del grupo de los receptores huérfanos dentro de la superfamilia de los receptores nucleares, ya que sus ligandos eran desconocidos. Al igual que ocurre en otros receptores de la familia, los LXRs heterodimerizan con el receptor X retinoide y se unen a elementos de respuesta espcíficos (LXREs) caracterizados por repeticiones directas separadas por 4 nucleótidos. Dos de los genes, alfa (LXRA) y beta (LXRB), son conocidos por codificar proteínas LXR.

## Interacciones
El receptor X hepático beta ha demostrado ser capaz de interaccionar con:
- NCOA6[2]
- Receptor X retinoide alfa[3]